# シバ (小惑星)
シバ (1196 Sheba) は小惑星帯に位置する小惑星である。シリル・ジャクソンによってヨハネスブルグのユニオン天文台で発見された。
旧約聖書に登場する人物で、シバ王国の統治者と言われているシバの女王に因んで命名された。